# Cremosperma muscicola
Cremosperma muscicola är en tvåhjärtbladig växtart som beskrevs av L.P. Kvist och L.E. Skog. Cremosperma muscicola ingår i släktet Cremosperma och familjen Gesneriaceae. Inga underarter finns listade i Catalogue of Life.